# Sténose de l'artère pulmonaire
 (février 2024).
La mise en forme du texte ne suit pas les recommandations de Wikipédia : il faut le « wikifier ».
Les points d'amélioration suivants sont les cas les plus fréquents. Le détail des points à revoir est peut-être précisé sur la page de discussion.
- Les titres sont pré-formatés par le logiciel. Ils ne sont ni en capitales, ni en gras.
- Le texte ne doit pas être écrit en capitales (les noms de famille non plus), ni en gras, ni en italique, ni en « petit »…
- Le gras n'est utilisé que pour surligner le titre de l'article dans l'introduction, une seule fois.
- L'italique est rarement utilisé : mots en langue étrangère, titres d'œuvres, noms de bateaux, etc.
- Les citations ne sont pas en italique mais en corps de texte normal. Elles sont entourées par des guillemets français : « et ».
- Les listes à puces sont à éviter, des paragraphes rédigés étant largement préférés. Les tableaux sont à réserver à la présentation de données structurées (résultats, etc.).
- Les appels de note de bas de page (petits chiffres en exposant, introduits par l'outil «  Source ») sont à placer entre la fin de phrase et le point final[comme ça].
- Les liens internes (vers d'autres articles de Wikipédia) sont à choisir avec parcimonie. Créez des liens vers des articles approfondissant le sujet. Les termes génériques sans rapport avec le sujet sont à éviter, ainsi que les répétitions de liens vers un même terme.
- Les liens externes sont à placer uniquement dans une section « Liens externes », à la fin de l'article. Ces liens sont à choisir avec parcimonie suivant les règles définies. Si un lien sert de source à l'article, son insertion dans le texte est à faire par les notes de bas de page.
- La présentation des références doit suivre les conventions bibliographiques. Il est recommandé d'utiliser les modèles {{Ouvrage}}, {{Chapitre}}, {{Article}}, {{Lien web}} et/ou {{Bibliographie}}. Le mode d'édition visuel peut mettre en forme automatiquement les références.
- Insérer une infobox (cadre d'informations à droite) n'est pas obligatoire pour parachever la mise en page.

Pour une aide détaillée, merci de consulter Aide:Wikification.
Si vous pensez que ces points ont été résolus, vous pouvez retirer ce bandeau et améliorer la mise en forme d'un autre article.
La sténose de l'artère pulmonaire (SAP) est un rétrécissement de l'artère pulmonaire. L'artère pulmonaire est un vaisseau sanguin qui transporte le sang du côté droit du cœur vers les poumons. Ce rétrécissement peut être dû à de nombreuses causes, notamment une infection pendant la grossesse, une malformation cardiaque congénitale, un problème de coagulation sanguine dans l'enfance ou au début de l'âge adulte, ou encore un changement génétique.
Le rétrécissement peut se produire en de nombreux points le long de l’artère pulmonaire. L'emplacement spécifique indique la gravité et affecte les options de traitement. La plupart des personnes atteintes de SAP à haut risque sont des nouveau-nés, et de jeunes enfants. Plus la maladie est grave, plus elle risque de présenter des symptômes. Chez les patients à haut risque, il est nécessaire et acceptable de traiter activement, pour éviter une aggravation de la tension artérielle, une mauvaise fonction cardiaque et une aggravation des maladies vasculaires dans tout le corps.
Le sang circule de manière méthodique dans le corps. Le sang qui a déjà délivré de l'oxygène retourne au cœur. Il arrive dans la chambre supérieure droite, est pompé à travers la valve tricuspide et dans la chambre inférieure droite. Il traverse la valvule pulmonaire jusqu'à l'artère pulmonaire et vers les poumons. Le sang oxygéné retourne vers le côté gauche du cœur avant d’être pompé dans tout le corps. Lorsque l’artère pulmonaire se rétrécit, elle augmente la pression artérielle du côté droit du cœur et fait travailler le cœur plus fort.
Le SAP n'est pas identique au Sténose valvulaire pulmonaire. La valvulaire pulmonaire est une ouverture entre le cœur droit et l'artère pulmonaire. Le rétrécissement valvulaire a des effets similaires. Cependant, le traitement est différent. Les conséquences à long terme de chaque condition varient aussi et présentent d'autres comorbidités.

## Symptômes
Les symptômes de la sténose de l'artère pulmonaire dépendent de l'emplacement et de la cause du rétrécissement. Les symptômes courants incluent :
- Essoufflement
- Fatigue
- Respiration rapide ( tachypnée )
- Fréquence cardiaque élevée ( tachycardie )

D’autres symptômes sont causés par un manque de flux sanguin oxygéné. Cela amène les individus à présenter :
- Vertiges
- Perte de conscience (le cerveau ne reçoit pas suffisamment d'oxygène et de sang)
- Activité physique réduite
- Bleuissement des lèvres, des doigts ou des orteils ( cyanose )

Lorsque le sang ne peut pas atteindre les poumons en raison du rétrécissement, le sang peut refluer. Cela peut entraîner un gonflement de parties du corps telles que les mains et les pieds et peut se présenter de la même manière qu'une insuffisance cardiaque droite.

## Causes
Bien que 40 % des individus n'aient aucun autre problème cardiaque sous-jacent, le SAP peut encore survenir chez 2 à 3 % des individus atteints d'une cardiopathie congénitale :
- Tétralogie de Fallot : obstruction du sang sortant du côté droit du cœur, hypertrophie de la chambre inférieure droite, ouverture entre les chambres inférieures droite et gauche du cœur et aorte mal positionnée.
- Atrésie pulmonaire : la valvule pulmonaire ne se forme pas et le sang est incapable de circuler du côté droit du cœur vers les poumons.
- Tronc artériel : un gros vaisseau quitte le cœur au lieu de deux vaisseaux séparés, un à droite, un à gauche.
- Sténose aortique : valve latérale gauche rétrécie
- Communication interauriculaire : un trou entre les chambres supérieures droite et gauche permet au sang de gauche d'entrer dans la droite.
- Communication interventriculaire : trou entre les cavités inférieures droite et gauche permettant au sang du côté gauche, côté pression plus élevée, d'entrer vers la droite.
- Transposition des gros vaisseaux : l'aorte et l'artère pulmonaire permutent l'endroit d'où elles reçoivent le sang. Le sang du côté gauche pénètre dans l’artère pulmonaire et va aux poumons plutôt qu’au corps, tandis que le sang non oxygéné du côté droit va au corps.
- Canal artériel persistant : le canal artériel relie l'artère pulmonaire et l'aorte avant et juste après la naissance. Dans cette condition, le canal ne rétrécit pas et ne se ferme pas, mais reste ouvert et provoque un afflux de sang supplémentaire dans les poumons et le côté gauche[4].

Conditions génétiques et infectieuses :
- Syndrome de Williams et syndrome d'Alagille : mutation du gène de l'élastine entraînant une anomalie de la structure de l'artère pulmonaire ainsi que des anomalies d'autres organes
- Syndrome de Noonan : mutation génétique dans une voie régulant l'expression des gènes
- Syndrome d'Ehlers-Danlos : mutation du collagène et d'autres parties du tissu conjonctif qui composent des parties du corps telles que les vaisseaux sanguins
- Artérite de Takayasu : la maladie inflammatoire entraîne des lésions, un durcissement et une occlusion des vaisseaux sanguins conduisant à un rétrécissement
- Rubéole : infection pendant la grossesse pouvant entraîner des anomalies cardiaques chez le nouveau-né

## Diagnostic
Il n'existe aucun moyen immédiat de savoir si un enfant est atteint du SAP, mais des bruits cardiaques anormaux, également appelés souffles, entendus lors d'un examen physique, nécessitent des tests supplémentaires.
- Électrocardiogramme (ECG) : enregistrement électrique du cœur pouvant montrer des battements cardiaques irréguliers et des modifications du muscle cardiaque.
- Radiographie pulmonaire : montre la forme et la taille du cœur et des vaisseaux environnants.
- Échocardiogramme : les ondes sonores fournissent une image en temps réel du cœur incluant les muscles, les valvules et les vaisseaux.
- Tomodensitométrie (TDM) : une série de rayons X crée une vue détaillée du cœur et des vaisseaux. L’utilisation d’un colorant de contraste peut permettre de visualiser le flux sanguin et le rétrécissement[4],[5].
- Cathétérisme cardiaque : insertion d'un cathéter à travers un vaisseau dans le cœur.
- Angiographie pulmonaire : radiographie améliorée par colorant des artères et veines pulmonaires[4].

## Traitement
Les trois traitements sont l'angioplastie par ballonnet, l'angioplastie par ballonnet coupant et la pose de stent.

### Angioplastie par ballonnet
L'angioplastie par ballonnet élargit le diamètre d'un vaisseau pour contrer le rétrécissement. Dans ce traitement, un cathéter avec un ballon à l'extrémité est inséré dans un vaisseau périphérique plus grand et déplacé vers le site de rétrécissement. Le but est de déchirer deux des trois couches de l'artère, ce qui augmente le diamètre du vaisseau et le flux sanguin. Un ballonnet relativement rigide atteint une efficacité de 72 % sans augmentation du risque.
Une fois la procédure effectuée, plusieurs facteurs contribuent à déterminer le succès. Ceux-ci sont:
- preuve par imagerie ou prélèvement de tissus d'une déchirure de la paroi vasculaire
- rapport plus grand entre le diamètre du ballonnet et le diamètre du vaisseau
- cause de la sténose (la sténose provoquée chirurgicalement connaît plus de succès)
- localisation du rétrécissement, car les vaisseaux les plus éloignés du cœur sont plus élastiques et plus difficiles à traiter par angioplastie par ballonnet[6].

Les principales raisons de l'échec d'une angioplastie par ballonnet simple sont l'incapacité de déchirer la paroi du vaisseau, la resténose et les zones de rétrécissement dues à la compression par une autre partie du corps plutôt que des problèmes avec le vaisseau lui-même. Même en présence de déchirures de la paroi vasculaire, le taux de resténose se situe entre 15 et 44 %. Des études ont rapporté que le taux de resténose augmente à mesure que le temps écoulé depuis l’intervention augmente. Les taux de complications globaux sont estimés à environ 22 %, dont 10 % de complications à risque plus élevé. D'autres complications de cette procédure sont probablement dues à des lésions trop importantes des vaisseaux et comprennent des déchirures complètes des vaisseaux, une thrombose veineuse profonde (caillot dans le vaisseau), une rupture complète de l'artère et un œdème pulmonaire.
Les patients plus jeunes sont généralement traités par angioplastie par ballonnet jusqu'à ce qu'ils soient plus âgés et le risque de pose d'endoprothèses vasculaires métalliques est considérablement réduit,.

### Angioplastie par ballonnet coupant
L’angioplastie par ballonnet coupant a été inventée pour aider à réduire les dommages aux vaisseaux. Cette méthode utilise des ballonnets dotés d'une lame qui peut couper à travers les parois des vaisseaux plutôt que de simplement provoquer une déchirure des parois des vaisseaux par écrasement/expansion du ballonnet. Lorsque le ballonnet n'est pas gonflé, les pales sont protégées à l'intérieur des plis du ballonnet, garantissant qu'elles n'endommageront pas accidentellement d'autres vaisseaux. Après avoir utilisé le ballonnet de coupe, un ballonnet plus grand et à plus haute pression peut être utilisé pour améliorer l'efficacité. Des études multicentriques ont rapporté les mêmes profils de sécurité pour la coupe simple que pour la coupe, avec des taux d'effets indésirables de 2 % et 3 %, respectivement. Lorsqu'un ballonnet haute pression était utilisé après une angioplastie par ballonnet, le taux d'efficacité augmentait de 52 % à 85 %. L'angioplastie par ballonnet coupant fournit davantage de zones de lésions vasculaires, en particulier dans les vaisseaux les plus éloignés du cœur. Dans l'ensemble, l'angioplastie par ballonnet coupant présente des complications et des taux de resténose similaires à ceux de l'angioplastie simple, mais offre un traitement plus efficace et constitue une meilleure option pour les zones plus petites.

### Endoprothèses métalliques
Pour résoudre la resténose et la compression externe, des endoprothèses vasculaires métalliques ont été introduites. Ces stents sont déployés via un cathéter. Ils sont agrandis sur le site. Les stents forment une structure rigide qui reste sur le site. Des études plus récentes ont rapporté une dilatation réussie chez 90 % des patients en moyenne, des études plus récentes indiquant un taux de réussite de 100 %. Les avantages des stents sont leur efficacité à long terme et la prévention des maladies cardiaques à long terme. Les stents ont amélioré la pression cardiaque du côté droit, le flux sanguin vers les poumons et la différence de pression entre les côtés droit et gauche. Les stents peuvent durer jusqu’à 15 ans, bien plus longtemps que l’angioplastie par ballonnet. Les stents ont le taux de resténose le plus faible, soit 2 à 3 %.
Les stents permettent une croissance normale des vaisseaux pendant l'enfance et l'adolescence et n'endommagent pas le cœur ou le système vasculaire. 30 à 50 % des jeunes enfants ont dû être remplacés par un stent plus grand au cours des deux premières années de mise en place. Les taux de complications sont d'environ 12 % et incluent la dérive due au flux sanguin, qui peut endommager les vaisseaux, et la formation de caillots sur le stent. En raison de ces problèmes et du retrait nécessaire du stent si cela devait se produire, le stent doit être surveillé fréquemment après sa mise en place.
Une autre préoccupation est la fracture, ou la rupture, due à des pressions répétitives. Les patients présentent un taux d'événements indésirables de 13 %, avec des événements majeurs tels qu'une fracture à 1,2 %. Des études ont rapporté que le taux d'événements indésirables diminuait avec l'âge du patient, probablement en raison d'une croissance moindre du vaisseau. Les taux de remplacement atteignent 43 % et augmentent avec le temps,.

### Histoire
Avant le développement de l’angioplastie par ballonnet, l’angioplastie chirurgicale était la principale méthode de traitement. En raison du manque d'efficacité, de l'accessibilité limitée à certaines zones de sténose, du risque accru de cicatrices et d'un taux élevé de sténose répétée, l'angioplastie chirurgicale n'est utilisée que si les autres méthodes échouent ou si les chirurgiens observent le rétrécissement tout en réparant un autre défaut. Certaines études ont rapporté un taux de réussite chirurgicale de 62 % pour l'angioplastie chirurgicale. Des traitements alternatifs seraient nécessaires pour 4 patients sur 10 tout en les exposant à des risques chirurgicaux.
Au départ, un ballonnet souple était utilisé, mais seulement environ 60 % des patients ont constaté une augmentation du flux sanguin, même de 50 %. Cette efficacité était similaire à l’angioplastie chirurgicale avec une réduction importante du risque. Plus tard, un ballon plus rigide a donné de meilleurs résultats,